# Raniceps raninus
Grenouille de mer, Trident
Espèce
Statut de conservation UICN

 LC  : Préoccupation mineure
Raniceps raninus, la Grenouille de mer ou Trident, seul représentant encore vivant du genre Raniceps, est une espèce de poissons marins de la famille des Gadidae.
Le nom vernaculaire Grenouille de mer est aussi attribué à la Baudroie commune.

## Répartition
Ce poisson se rencontre sur les côtes des pays suivants, Allemagne, Guernesey, Belgique, Danemark, Estonie, Finlande, France, Irlande, Jersey, Lettonie, Lituanie, Norvège, Pays-Bas, Pologne, Royaume-Uni, Russie et Suède.
Cette espèce est présente depuis la surface de la mer jusqu'à une profondeur de 100 m mais, plus généralement, entre 10 et 20 m.

## Description
Raniceps raninus peut mesurer jusqu'à 30 cm de longueur mais sa taille habituelle est d'environ 20 cm.. De couleur brun noirâtre, sa tête est large et aplatie.
Elle vit de préférence sur les fonds rocheux et dans les champs d'algues.
La reproduction a lieu de mai à septembre à 50-70 m de profondeur près du rivage dans toute son aire de répartition. Ce poisson se nourrit d'étoiles de mer, de crustacés, de vers, de mollusques et de petits poissons.

## Liste des variétés
Selon GBIF (10 juin 2023) :
- Gadus raninus var. raninus (Linnaeus, 1758)
- Gadus raninus var. trifurcus Walbaum, 1792

## Systématique
Le nom valide complet (avec auteur) de ce taxon est Raniceps raninus (Linnaeus, 1758).
L'espèce a été initialement classée dans le genre Blennius sous le protonyme Blennius raninus Linnaeus, 1758.
Ce taxon porte en français les noms vernaculaires ou normalisés suivants : 
- Grenouille de mer[1],[3],
- Petite loquette[1],
- Poisson têtard[1].
- Trident[1],[3],

Raniceps raninus a pour synonymes :
- Batrachocephalus blennioides (Lacepède, 1800)
- Batrachoides blennioides Lacepède, 1800
- Blennius fuscus Müller, 1776
- Blennius raninus Linnaeus, 1758
- Blennius trifurcatus Shaw, 1803
- Cottus grunniens Linnaeus, 1758
- Gadus fuliginosus Walbaum, 1784
- Gadus minimus Walbaum, 1792
- Gadus raninus (Linnaeus, 1758)
- Gadus trifurcus Walbaum, 1792
- Phycis ranina (Linnaeus, 1758)
- Raniceps fuscus Krøyer, 1843
- Raniceps jago Fleming, 1828
- Raniceps niger Nilsson, 1832
- Raniceps ranimus (Linnaeus, 1758)
- Raniceps trifurcatus (Shaw, 1803)

## Étymologie
Son épithète spécifique, raninus, dérive du latin rana, « grenouille », et fait référence à la ressemblance de ce poisson avec une grenouille, avec sa tête large et aplatie.